# Ryan Arcidiacono
Ryan Curran Arcidiacono (Filadelfia, Pensilvania, 26 de marzo de 1994) es un baloncestista con doble nacionalidad, estadounidense e italiano, que pertenece a la plantilla de los Windy City Bulls de la G League. Con 1,91 metros de estatura, juega en la posición de base o escolta.

## Trayectoria deportiva

### Universidad
Jugó cuatro temporadas con los Wildcats de la Universidad de Villanova, en las que promedió 11,1 puntos, 2,3 rebotes y 3,7 asistencias por partido. En 2013 fue incluido en el mejor quinteto de novatos, y ya en 2015, fue elegido junto a Kris Dunn de los Providence Friars, Co-Jugador del Año de la Big East Conference, además de ser incluido en el mejor quinteto de la conferencia.
Ya en 2016 fue pieza clave para la consecución del campeonato de la NCAA, derrotando en la final a North Carolina, siendo el autor de la asistencia sobre Kris Jenkins que les daría la victoria. Fue elegido Mejor Jugador del Torneo.

#### Estadísticas
| Año     | Equipo    | PJ | PT | MPP  | %TC  | %3P  | %TL  | RPP | APP | ROB | TPP | PPP  |
| ------- | --------- | -- | -- | ---- | ---- | ---- | ---- | --- | --- | --- | --- | ---- |
| 2012–13 | Villanova | 34 | 34 | 34.1 | .380 | .327 | .824 | 2.1 | 3.5 | 1.1 | 0.0 | 11.9 |
| 2013–14 | Villanova | 34 | 33 | 31.1 | .395 | .345 | .703 | 2.4 | 3.5 | 1.1 | 0.0 | 9.9  |
| 2014–15 | Villanova | 36 | 36 | 30.4 | .394 | .372 | .813 | 1.7 | 3.6 | 1.1 | 0.1 | 10.1 |
| 2015–16 | Villanova | 40 | 40 | 32.1 | .500 | .394 | .836 | 2.9 | 4.2 | 1.1 | 0.0 | 12.5 |

### Profesional
Tras no ser elegido en el Draft de la NBA de 2016, se unió al equipo de San Antonio Spurs para disputar las ligas de verano de la NBA. El 14 de julio fichó por la franquicia, pero fue cortado el 22 de octubre tras disputar tres partidos de pretemporada. Una semana después firmó con el filial de los Spurs, los Austin Spurs de la NBA Development League.
De cara a 2017–18, Arcidiacono firmó por el equipo italiano la Juvecaserta Basket. Pero el equipo no fue aceptado para jugar en la Serie A por problemas financieros y su contrato fue rechazado. Finalmente firma un contrato dual con los Bulls, que le permite jugar también con los Windy City Bulls de la G League.
El 31 de julio de 2018, tras una temporada alternando partidos con el equipo filial, los Arcidiacono firma un contrato estándar con los Bulls.
En enero de 2020, se vio frenado por una lesión en el codo. El 12 de febrero de 2020, su dorsal número 15 fue retirado por la universidad de Villanova.
El 23 de octubre de 2021 firmó con los Maine Celtics de la G League. El 3 de enero de 2022, firma un contrato de 10 días con New York Knicks. Luego un segundo contrato de 10 días el 19 de enero, a pesar de no haber debutado con el equipo, y, finalmente, firma hasta final de temporada el 13 de febrero.
En septiembre de 2022 se anuncia su renovación con los Knicks.
El 8 de febrero de 2023 es traspasado, junto a Cam Reddish y Svi Mykhailiuk a Portland Trail Blazers, a cambio de Josh Hart. El 1 de abril, es cortado por los Blazers tras 9 encuentros.
El 15 de septiembre de 2023, firma un contrato para regresar a los New York Knicks. El 8 de febrero de 2024, es traspasado junto a Malachi Flynn, Evan Fournier y Quentin Grimes a Detroit Pistons, a cambio de Alec Burks y Bojan Bogdanović, pero dos días después fue despedido sin llegar a jugar en el equipo.
El 23 de febrero de 2024 firmó con los Windy City Bulls de la G League.

## Estadísticas de su carrera en la NBA

### Temporada regular
| Año     | Equipo   | PJ  | PT | MPP  | %TC  | %3P  | %TL  | RPP | APP | ROB | TPP | PPP |
| ------- | -------- | --- | -- | ---- | ---- | ---- | ---- | --- | --- | --- | --- | --- |
| 2017-18 | Chicago  | 24  | 0  | 12.7 | .415 | .290 | .833 | 1.0 | 1.5 | .5  | .0  | 2.0 |
| 2018-19 | Chicago  | 81  | 32 | 24.2 | .447 | .373 | .873 | 2.7 | 3.3 | .8  | .0  | 6.7 |
| 2019-20 | Chicago  | 58  | 4  | 16.0 | .409 | .391 | .711 | 1.9 | 1.7 | .5  | .1  | 4.5 |
| 2020-21 | Chicago  | 44  | 0  | 10.2 | .419 | .373 | .650 | 1.5 | 1.3 | .2  | .0  | 3.1 |
| 2021-22 | New York | 10  | 0  | 7.6  | .500 | .444 | —    | .8  | .4  | .1  | .0  | 1.6 |
| 2022-23 | New York | 11  | 0  | 2.4  | .200 | .333 | —    | .4  | .2  | .2  | .0  | .3  |
| 2022-23 | Portland | 9   | 4  | 16.2 | .250 | .350 | —    | 1.2 | 2.3 | .3  | .0  | 2.6 |
| 2023-24 | New York | 20  | 0  | 2.3  | .000 | .000 | —    | .4  | .2  | .1  | .0  | .0  |
| Total   | Total    | 257 | 40 | 15.3 | .421 | .369 | .807 | 1.8 | 1.9 | .5  | .0  | 4.0 |